# Харви, Лилиан
Ли́лиан Ха́рви (англ. Lilian Harvey, имя при рождении — Лилиан Элен Мюриэль Пейп (англ. Helene Lilian Muriel Pape); род. 19 января 1906, Лондон, Англия — 27 июля 1968, Жуан-ле-Пен, Антиб, Франция) — немецкая актриса, танцовщица и эстрадная певица.

## Биография
Лилиан Харви родилась 19 января 1906 года в Лондоне, Англия. Ее мать была англичанкой, а отец немецким бизнесменом. Кроме нее в семье было еще двое детей. В августе 1914 года, когда началась Первая мировая война, её семья отдыхала у друзей в Магдебурге в Германии и уже не смогла вернуться обратно в Англию. Лилиан Харви отправили к тёте в Швейцарию. После войны семья жила в Берлине. Окончив в 1923 году школу, Харви продолжила обучение танцам и вокалу в школе при Берлинской государственной опере.
В 1924 году Лилиан Харви дебютировала в роли молодой еврейской девушки в немом фильме Роберта Ланда «Проклятие» (нем. Der Fluch), после чего начала активно сниматься в кино. Девичья фамилия её бабушки Харви (англ. Harvey), стало её сценическим псевдонимом. С 1926 г. её постоянным партнёром (сначала в немом, а затем в звуковом кино) был Вилли Фрич. Популярной в Германии стала после исполнения главной роли в фильме Эрика Чарелла «Конгресс танцует» 1931 года.
С началом эры звукового кино Лилиан Харви легко смогла перестроиться под новый формат и принимала участие в съёмках английских и французских лент, благодаря чему она стала известной и за пределами Германии. Её пригласили в Голливуд, где она снялась в четырёх фильмах корпорации «Fox Film Corporation», но они не были столь успешными, как её немецкие фильмы.
В 1935 году Лилиан Харви вернулась в Германию, где снималась в Universum Film AG до 1939 года. В 1937 году Харви помогла бежать от нацистского режима из Германии в Швейцарию хореографу еврейского происхождения Йенсу Кейту, который ставил балетные сцены в фильме «Чёрные розы». Этот гражданский поступок поставил крест на немецкой карьере Харви: она прошла через допросы в гестапо и находилась под постоянным надзором, её недвижимость была конфискована, а в 1943 г. Харви была лишена германского гражданства. Актриса переехала сначала в Париж, а затем в США, провела большую часть Второй Мировой войны в Лос-Анджелесе, работая медсестрой.
После войны Харви вернулась в Париж. В последующие годы она выступала певицей, ездила на гастроли в Скандинавию и Египет. В 1949 году она вернулась в Западную Германию, дав несколько концертов.
Лилиан Харви была прежде всего танцовщицей, но также обладала выраженным комедийным талантом и небольшим, но трогательным, почти детским певческим голосом. Исполненные ею сольно и в дуэте с Фричем лирические песни в фильмах 1930-х гг. – важные артефакты в истории немецкой массовой культуры: «Liebling, mein Herz lässt dich grüßen» (фильм «Трое с бензоколонки», 1930) «Das gibt's nur einmal» («Конгресс танцует», 1931), «Irgendwo auf der Welt» («Блондинка», «Ein blonder Traum», 1932; автор музыки во всех – В. Р. Хейман), «Ich tanze mit dir in den Himmel hinein» («Семь пощёчин», «Sieben Ohrfeigen», 1937; автор музыки – Ф. Шрёдер) и др. Творчество Харви в целом можно считать последним «дыханием» искусства Веймарской республики, прерванного нацистским режимом.

## Личная жизнь
Лилиан Харви с 1953 по 1957 годы была замужем за датским театральным агентом Гартвигом Вале-Ларсеном.
Последние годы своей жизни Харви провела в курортном городке Жуан-ле-Пен в Антибе, где открыла магазин модной одежды и имела несколько домов отдыха, построенных на собственные средства.
Лилиан Харви умерла от цирроза печени 27 июля 1968 года в возрасте 62 лет.